# 大東和重
大東 和重（おおひがし かずしげ、1973年 - ）は、比較文学者、関西学院大学教授。

## 人物
兵庫県生まれ。1996年早稲田大学第一文学部中国文学科卒業。2005年東京大学大学院総合文化研究科超域文化科学比較文学比較文化コース博士課程修了、「日露戦後における文学の自己同一化の研究 藤村・独歩・花袋・風葉・漱石と<自己表現> 」で学術博士。2006年近畿大学語学教育部講師、2009年准教授、2010年文芸学部准教授、2011年関西学院大学法学部准教授、2014年教授。2014年『郁達夫と大正文学』で日本比較文学会賞受賞。日中比較文学・台湾文学。

## 著書
- 『文学の誕生 藤村から漱石へ』講談社選書メチエ 2006
- 『郁達夫と大正文学 〈自己表現〉から〈自己実現〉の時代へ』東京大学出版会 2012
- 『台南文学　日本統治期台湾・台南の日本人作家群像』関西学院大学出版会、2015
- 『台湾の歴史と文化-六つの時代が織りなす「美麗島」』中公新書 2020

### 共著
- 『自分のことばで中国語 自己表現を高める』大西博子, 魏穂君共著 光生館 2008

### 翻訳
- 『夢と豚と黎明 黄錦樹作品集　台湾熱帯文学』羽田朝子, 濱田麻矢, 森美千代共訳 人文書院 2011

## 参考
- 人文書院
- J-global